# Scooby-Doo! Alla corte di Re Artù
Scooby-Doo! Alla corte di Re Artù (Scooby-Doo! The Sword and the Scoob) è un film del 2021 diretto da Maxwell Atoms, Christina Sotta e Mel Zwyer basato sui personaggi di Scooby-Doo.
Il film è stato distribuito in DVD e streaming digitale il 23 febbraio 2021. In Italia verrà trasmesso il 14 giugno dello stesso anno su Boomerang e distribuito il 1º luglio su vari siti streaming come iTunes e Google Play.

## Trama
La Misteri & Affini si trova su un aereo per risolvere il mistero di un mostro gatto che sta sabotando gli aerei della compagnia di Mr. HB. Dopo un inseguimento sull'ala dell'aereo i ragazzi catturano il mostro, trattandosi di un passeggero che non apprezzava i costi troppo alti degli aerei di compagnia. Durante le investigazioni, Shaggy e Scooby si sono sottoposti ad un test del DNA, il quale traccia le loro origini ad una cittadina britannica. Per ringraziarli del loro contributo alla sua compagnia, Mr. HB regala ai ragazzi un viaggio nel Regno Unito. Qui la gang si avventura a Norville e'or Morgania, cittadina dalla quale Shaggy avrebbe ereditato i suoi geni, in più la leggenda narra sia il luogo dove il personaggio letterario Re Artù abbia regnato. Il sindaco accoglie i ragazzi ma dopo aver scoperto che Shaggy ha radici nel paese si fa più cupo e si allontana. Dopo una visita alla biblioteca per avere più informazioni sulla leggenda, i ragazzi non trovano più nessuno in paese, nonostante i festeggiamenti dell'anniversario si tenessero quel giorno. Mentre si chiedono cosa stia accadendo, dal cielo ascende una terribile ed infida strega, la Fata Morgana che dopo aver visto Shaggy, lo incolpa di aver rubato il suo trono. I ragazzi scappano finendo al centro di un cromlech dove Morgana li raggiunge e li manda indietro nel tempo con un incantesimo facendo finire la gang nell'epoca medievale. Per sapere se Scooby e i ragazzi riusciranno a sconfiggerla, catturarla e smascherarla, basterà trovare nuovi indizi per risolvere un mistero e nuove prove per scagionare Shaggy dalla colpa di aver usurpato il trono ed incastrarla.

## Continuità
Si tratta del 32º film d'animazione di Scooby-Doo per DVD, preceduto da Happy Halloween, Scooby-Doo! e seguito da Viaggio ad Altrove: Scooby-Doo! incontra Leone il cane fifone.

## Curiosità
Nel film sono presenti numerosi riferimenti alla serie Thundarr il Barbaro prodotta da Ruby-Spears, i creatori di Scooby-Doo, nel 1983. Uno spezzone di uno degli episodi della serie viene mostrato nella sequenza iniziale del film. Inoltre, la serie viene citata continuamente per tutta la durata del film, con Velma e Daphne infatuate dall'aspetto del protagonista, il quale le aiuta persino a venire a capo del mistero.
Il titolo di lavorazione originale del film è Scooby-Doo! in King Arthur's Court che si può tradurre con il titolo usato in italiano. L'attuale titolo originale, invece si può tradurre come Scooby-Doo! la Spada e lo Scoob ed è un riferimento al film Disney del 1963 La spada nella roccia.
In un post su Tumblr, il regista Maxwell Atoms ha rivelato che il film avrebbe dovuto essere il capitolo conclusivo della trilogia composta dai film Scooby-Doo! e la maledizione del tredicesimo fantasma e Scooby-Doo! e il ritorno sull'isola degli zombie, conclusasi invece con il film Happy Halloween, Scooby-Doo!, diretto da lui. Infatti, prima che approdasse al progetto, la sceneggiatura era già stata scritta per concludere la trilogia.
Il film non è la prima volta che Grey DeLisle doppia il personaggio di Fata Morgana. Ha infatti già doppiato la versione Marvel del personaggio nella serie Ultimate Spider-Man.